# Janisław (przystanek kolejowy)
Janisław - zliwkwidowany w 1945 roku przystanek osobowy w Taczałach, w gminie Resko, w powiecie łobeskim, w województwie zachodniopomorskim, w Polsce.